# She's Out of Her Mind
Singles de Blink-182
Bored to Death
(2016) Home Is Such a Lonely Place
(2017)
Pistes de California
Bored to Death
(2) Los Angeles
(4)
She's Out of Her Mind est une chanson du groupe américain de pop punk Blink-182 pour leur septième album studio California. C'est également le deuxième single de l'album, publié le 11 octobre 2016 uniquement en téléchargement.

## Liste des pistes
| She's Out of Her Mind | She's Out of Her Mind | She's Out of Her Mind                                 | She's Out of Her Mind | She's Out of Her Mind | She's Out of Her Mind | She's Out of Her Mind | She's Out of Her Mind | She's Out of Her Mind | She's Out of Her Mind |
| No                    | Titre                 | Auteur                                                | Durée                 |                       |                       |                       |                       |                       |                       |
| --------------------- | --------------------- | ----------------------------------------------------- | --------------------- | --------------------- | --------------------- | --------------------- | --------------------- | --------------------- | --------------------- |
| 1.                    | She's Out of Her Mind | Mark Hoppus, Travis Barker, Matt Skiba, John Feldmann | 2:42                  |                       |                       |                       |                       |                       |                       |
| 2:42                  |                       |                                                       |                       |                       |                       |                       |                       |                       |                       |

## Interprètes
- Matt Skiba — chant, guitare
- Mark Hoppus — chant, basse
- Travis Barker — batterie